# سراب سوره
سراب سوره، روستایی از توابع بخش مرکزی شهرستان دهگلان  در استان کردستان ایران است.

## جمعیت
این روستا در دهستان ئیلاق شمالی قرار دارد و براساس سرشماری مرکز آمار ایران در سال ۱۳۸۵، جمعیت آن ۲۶۶ نفر (۵۹خانوار) بوده‌است.